# Michel Le Quien
Michel Le Quien ou Michel Lequien (Boulogne-sur-Mer, 8 de outubro de 1661—Paris, 12 de março de 1733 (71 anos)) foi um historiador e teólogo francês. Estudou no Colégio Plessis de Paris e, aos vinte, entrou para a abadia beneditina de Saint-Germain-des-Prés, onde realizou sua profissão de fé em 1682. Com exceção de umas curtas viagens, jamais deixou a cidade. Quando morreu, era responsável pela biblioteca do mosteiro na Rue Saint-Honoré, posto que ocupou a vida toda. Sob a supervisão de Père Marsollier, aprendeu as línguas clássicas (latim e grego), o árabe e o hebreu a ponto de, como se evidencia em seus escritos, perder proficiência em sua língua-mãe.

## Obras
Suas obras principais, em ordem cronológica, foram:
- "Défense du texte hébreu et de la version vulgate" (Paris, 1690), reimpressa por Migne, "Scripturae Sacrae Cursus", III (Paris 1861), 1525-84. Trata-se de uma resposta a "L'antiquité des temps rétablie", do cisterciense Paul Pezron (1638–1706), que utilizou apenas a Septuaginta como base para sua cronologia. Pezron respondeu e recebeu nova resposta de Le Quien.
- "Johannis Damasceni opera omnia", o texto grego com tradução para o latim (2 vols. fol., Paris, 1712) na "Patrologia Graeca" XCIV-VI de Migne. A esta obra fundamental, Le Quien acrescentou várias dissertações; um terceiro volume, que conteria mais obras de Damasceno e vários estudos sobre ele, jamais foi completada.
- "Panoplia contra schisma Graecorum", sob o pseudônimo Stephanus de Altimura Ponticencis (Paris, 1718), uma refutação de "Peri arches tou Papa" de Nectário de Jerusalém, defendeu Le Quien, com provas históricas, derivadas principalmente da tradição oriental, da primazia papal.
- "La nullité des ordinations anglicanes" (2 vols., Paris, 1725) e "La nullité des ordinationes anglicanes démontrée de nouveau" (2 vols., Paris, 1730) contra a apologia de Pierre François le Courayer a favor das ordens anglicanas.
- Diversos artigos sobre arqueologia e história eclesiástica, publicados por Desmolets (Paris, 1726–31).
- "Oriens christianus in quatuor patriarchatus digestus, in quo exhibentur Ecclesiae patriarchae caeterique praesules totius Orientis", publicada postumamente (3 vols., Paris, 1740). Le Quien quis publicar esta obra já em 1722 e chegou a contratar o impressor Simart[1]. Ao editá-la, reutilizou as notas do beneditino Abel-Louis de Sainte-Marthe, que planejara uma "Orbis Christianus" e, com este objetivo, entregou a Le Quien suas anotações sobre o oriente e a África. A "Oriens Christianus", já sob a direção de Le Quien, abrangeria não apenas a hierarquia dos quatro grandes patriarcados greco-latinos de Constantinopla, Alexandria, Antioquia e Jerusalém, mas também os patriarcas jacobitas, melquitas, nestorianos, maronitas e armênios. Além disso, ele incorporou também um catálogo de mosteiros, ocidentais e africanos, a hierarquia da igreja na África e os textos latinos e gregos das várias "Notitiae episcopatuum". As três últimas porções desta obra gigantesca foram deixadas de lado pelos herdeiros literários de Le Quien. Suas notas sobre a África cristã e seus mosteiros jamais foram utilizadas, ao menos não em sua completude.
- "Abrégé de l'histoire de Boulogne-sur-Mer et ses comtes" incluído em "Mémoires de littérature", X (Paris, 1749), 36-112, de Desmolets.

## Fonte
- "Michel Le Quien" na edição de 1913 da Enciclopédia Católica (em inglês).  Em domínio público.

1. ↑  "Revue de l'Orient latin", 1894, II, 190